# Gens Mamília
La Gens Mamília (en llatí: gens Mamilia) va ser una gens romana d'origen plebeu, una de les més distingides famílies de Tusculum i del Latium, que apareix ja en temps dels Tarquins. Una filla de Tarquini el Superb va ser promesa d'Octavi Mamili membre de la família.
El seu origen el remuntaven a la mítica Mamília, filla de Telègon, llegendari fundador de Tusculum i suposat fill d'Ulisses i de Circe. El primer que va tenir ciutadania romana va ser Luci Mamili l'any 458 aC en agraïment per haver ajudat a Roma quan va ser atacada per Appi Herdoni Però malgrat de la obtenció de la ciutadania, els Mamilis van tardar a obtenir algun dels alts càrrecs de l'estat.
El primer cònsol de la família va ser Luci Mamili Vítul l'any 265 aC. La gens es va dividir en tres branques, els Limetà (Limetanus), els Turrí (Turrinus) i els Vítul (Vitulus). Les dues últimes famílies eren les més antigues i les que van ser més importants.

## Personatges destacats
- Octavi Mamili, notable de Tusculum
- Luci Mamili, dictador o magistrat en cap de Tusculum vers el 460 aC
- Gai Mamili (Caius Mamilius) edil plebeu l'any 207 aC.[2]